# لبنى بنت خالد القاسمي
لبنى بنت خالد بن سلطان القاسمي (4 فبراير 1962 -)، هي سياسية إماراتية وعضو في الأسرة الحاكمة في الشارقة وابنة أخت الشيخ سلطان بن محمد القاسمي. شغلت سابقًا منصب وزيرة الدولة للتسامح، ووزيرة الدولة للتعاون الدولي، ووزيرة الاقتصاد والتخطيط في دولة الإمارات العربية المتحدة. وكانت أول امرأة تتولى منصبًا وزاريًا في دولة الإمارات العربية المتحدة.

## نشأتها وتعليمها
تخرجت من الثانوية عام 1975 وكانت التاسعة على مستوى الدولة في القسم العلمي، بعدها سافرت للولايات المتحدة الأمريكية لتلتحق بالتعليم العالي وبذلك حصلت على درجة البكالوريوس في علم الحاسوب من جامعة تشيكو بولاية كاليفورنيا (CSUChico) عام 1981، بالإضافة إلى درجة ماجستير إدارة الأعمال التنفيذي من الجامعة الأمريكية بالشارقة في 2002. كما تحمل درجة الدكتوراه الفخرية في العلوم من جامعة تشيكو بولاية كاليفورنيا (الولايات المتحدة الأمريكية)، والدكتوراه الفخرية في القانون من جامعة إكستر (بالمملكة المتحدة)، ودرجة الدكتوراه الفخرية في الاقتصاد من جامعة هانكوك للدراسات الأجنبية (كوريا)، كما حصلت القاسمي مؤخراً على الدكتوراه الفخرية في الآداب الإنسانية من الجامعة اللبنانية الأمريكية ( لبنان) .

## حياتها قبل توليها الوزارة
عملت في سلطة موانئ دبي لمدة سبع سنين وكانت تدرس الماجستير في جامعة الشارقة بذات الوقت، ثم تولت أول منصب قيادي فعلي وهو إدارة شركة السوق الإلكتروني (تجاري دوت كوم) عام 2000 و نالت في السنة ذاتها جائزة سيدة تقنية المعلومات لعام 2000.
في ذات الوقت كانت القاسمي ناشطة في مجال تمكين المرأة والدفاع عن قضاياها فقد مثلت الإمارات في المنتدى الاقتصادي العالمي الذي يعقد كل سنة. وحضرت وناقشت في المنتديات التي عقدت في كل من نيويورك ودافوس، وتحدثت في الجلسات النقاشية، ورأست العديد منها.
وشغلت، قبل أن ترأس "تجاري"، منصب المدير المسؤول عن إدارة أنظمة المعلومات في سلطة موانئ دبي والمنطقة الحرة لجبل علي لفترة تزيد على سبع سنوات. وشغلت قبل ذلك منصب مدير فرع دبي في الهيئة العامة للمعلومات. وترأست لبنى القاسمي في عام 2001 الفريق التنفيذي لحكومة دبي الإلكترونية، والمسؤول عن مبادرات حكومة دبي الإلكترونية، والمعني بتطوير وتنظيم مبادرات الحكومة الإلكترونية في مختلف هيئات ومؤسسات القطاع العام. كذلك تشغل القاسمي منصب عضو مجلس إدارة غرفة تجارة وصناعة دبي، ومجلس أمناء كلية دبي الجامعية، ومجلس أمناء كلية الجودة الإلكترونية الشاملة، ومجلس أمناء كلية ثندربيرد، وكلية الدراسات العليا للإدارة الدولية- فينكس، ولاية أيرزونا- الولايات المتحدة، ومجلس أمناء جامعة زايد. اختارها موقع فوربس العالمي كأقوى الشخصيات النسائية في الشرق الأوسط لعام 2005.
انضمت لبنى القاسمي للحكومة الاتحادية عام 2004 كوزيرة للاقتصاد، مما يجعلها أول وزيرة سيدة تتقلد منصب وزاري في دولة الإمارات العربية المتحدة. ثم عُيِّنَت بعد ذلك وزيرة للتجارة الخارجية عام 2008، قبل أن تتولى منصب وزيرة التنمية والتعاون الدولي عام 2013، حيث تضطلع بمسؤولية دفع وتعزيز دور دولة الإمارات العربية المتحدة كجهة مانحة رئيسية وطرف فاعل أساسي في مجال التنمية البشرية على الصعيد العالمي. وإلى جانب مهامها الوزارية، تشغل القاسمي عدة مناصب تشمل: 
- عضوية مجلس إدارة مؤسسة الإمارات للطاقة النووية
- عضوية مجلس حوكمة كلية لي كوان يو للسياسة العامة بجامعة سنغافورة الوطنية
- عضو سابق في مجلس أمناء كلية دبي الجامعية.
- عضو سابق في مجلس إدارة غرفة تجارة وصناعة دبي.
- عضو سابق في مجلس إدارة مركز دبي للتوحد.
- عضوية مجلس أمناء كلية ثندربيرد
- عضوية مجلس أمناء كلية الدراسات العليا للإدارة الدولية بولاية أريزونا الأمريكية
- عضوية مجلس إدارة مؤسسة الإمارات لتنمية الشباب
- عضوية مجلس أمناء كلية دبي للإدارة الحكومية
- عضو مؤسس لجمعية أصدقاء مرضى السرطان
- عضو في مجلس إدارة صندوق أبو ظبي للتنمية (2014 – 2016)

## المناصب
- رئيسة جامعة زايد (2014-2018).
- نائب رئيس مجلس إدارة مؤسسة الإمارات للطاقة النووية (2009-2018).
- وزيرة دولة للتسامح (2016-2017).
- وزيرة التنمية والتعاون الدّولي (2013-2016).
- وزيرة التجارة الخارجية (2008-2013).
- وزيرة للاقتصاد والتخطيط (2004-2008).
- رئيس مجلس إدارة هيئة الأوراق المالية والسلع في الإمارات (2004-2008).
- المدير المسؤول عن إدارة أنظمة المعلومات في سلطة موانئ دبي والمنطقة الحرة لجبل علي (1994-2000).
- مدير فرع الهيئة العامة للمعلومات (1986-1993).
- مهندسة نظم "أي بي أم" في جامعة الامارات - العين (1984-1985).
- رئيس الفريق التنفيذي لحكومة دبي الإلكترونية المعني بتأسيس مبادرات الحكومة الإلكترونية في القطاع الحكومي في إمارة دبي (2004).
- رئيس شركة "تجاري دوت كوم" (2000).[5]

## الجوائز والتشريفات
- حصلت الشيخة لبنى بنت خالد القاسمي على جائزة ITP للإنجازات الشخصيّة عام 2000.[6]
- صنفت مجلة أرابيان بزنس الشيخة لبنى بنت خالد القاسمي كأقوى امرأة عربية في 2013، وحصلت على المرتبة 70 عالميا ضمن القائمة الرئيسة لأقوى الشخصيات العالمية النسائية التي ضمت 100 سيدة في العالم.[7]
- صنفت في المرتبة 36 ضمن أقوى امرأة في العالم لعام 2007 في مجلة فوربس.[8]
- حصدت جائزة القمة العالمية للموقع Tejari.com وذلك عام 2003.
- نالت لقب فخري عقيد كنتاكي عام 2003.[9]
- حصلت على وسام فخري للسيدة القائد لرتبة الامبراطورية البريطانية عام 2013.
- جائزة الموظف الحكومي المتميز، وتم تكريمها من قِبَل الشيخ محمد بن راشد آل مكتوم نائب رئيس الدولة كأول فتاة إماراتية تحصل على هذه الجائزة.
- جائزة الإنجاز لمدى الحياة من مجلة جلف بيزنس، تكريماً لإسهاماتها في الميدان السياسي كما في عالم الأعمال (2018).
- جائزة جواهر العالم الإسلامي، والتي يمنحها مركز الأعمال الدولي لـمنظمة التعاون الإسلامي في ماليزيا لعدد من الشخصيات (2016).
- جائزة المواطن العالمي التي تمنحها مبادرة كلينتون العالمية، لتكون بذلك أول إماراتية تحظى بهذا التكريم (2015).
- جائزة إليزابيث هاوب للدبلوماسية البيئية الدولية (2013) في مدينة مورناو بجمهورية ألمانيا الاتحادية، وذلك تقديراً لجهودها في ترسيخ السياسة البيئية الدولية ومساهمتها في الوكالة الدولية للطاقة المتجددة (آيرينا).
- وسام الاستحقاق المدني من درجة قائد رفيع (وهو الوسام الذي يُمنح وفق النظام الأساسي الإسباني للتشريفات والتمييزات للشخصيات البارزة التي تساهم في توطيد العلاقات بين إسبانيا ودول العالم) حيث مُنِحت لبنى هذا الوسام من قِبَل ملك إسبانيا خوان كارلوس الأول، تقديراً لجهودها في تعزيز علاقات التعاون بين الإمارات وإسبانيا في مختلف المجالات.[5]

## الوزارات التي تسلمتها
تسلمت الشيخة لبنى عدة وزارات وهي:
- وزيرة الاقتصاد والتخطيط ( 2004- 2008)
- وزيرة التجارة الخارجية (2008 -2013)،
- وزيرة التنمية والتعاون الدّولي (2013- 2016)
- .وزيرة الدولة للتّسامح ( 2016—2017)